# Bürgerwache Rottenburg am Neckar

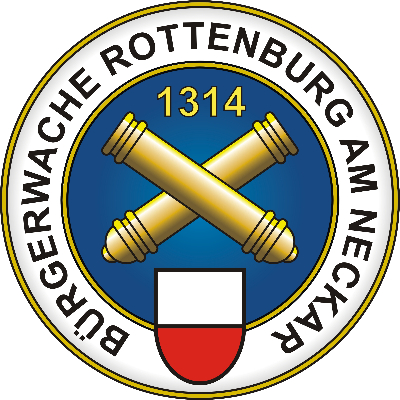
Wappen der Bürgerwache Rottenburg

Die Bürgerwache Rottenburg ist neben den „Urbansbrüdern“ eine der ältesten Vereinigungen in der Bischofs- und Römerstadt Rottenburg am Neckar im Landkreis Tübingen. Erste Nachweise der Bürgerwache Rottenburg lassen sich über 700 Jahre (1314) zurückverfolgen. Die Bürgerwache Rottenburg ist Mitglied im Landesverband der „Historischen Bürgerwehren und Stadtgarden von Württemberg-Hohenzollern“.

## Geschichte

### 1314, erste Spuren im Land
Die erste Erwähnung einer Art Rottenburger Wehrmannschaft, und damit eines Vorläufers der heutigen Bürgerwache, fällt in das Jahr 1314: Im Thronstreit zwischen König Friedrich „dem Schönen“ und dem Wittelsbacher Herzog Ludwig der Bayer hielt der Rottenburger Stadtherr Graf von Hohenberg zum Habsburger und sicherte ihm für den Konfliktfall die Unterstützung durch eine Mannschaft von „hundert Helmen“ zu – diese Urkunde, heute in Wien befindlich, gilt als erste Erwähnung und Nachweis einer Rottenburger „Bürger-Wehr“. „Statt der Ritter mit ihren Burgmannen mussten nun die Bürger selbst ihre Stadt und die Mauern verteidigen.“

### 1314–1806
Die urkundliche Ersterwähnung einer Rottenburger Milizmannschaft vom 19. Dezember 1314 beweist, dass schon unter der Herrschaft der Grafen von Hohenberg eine Art Bürgermiliz in Rottenburg existierte. Nach dem Übergang der Grafschaft an Habsburg (1381) mussten Mannschaften aus Rottenburg auch an dessen Fehdenzügen teilnehmen.

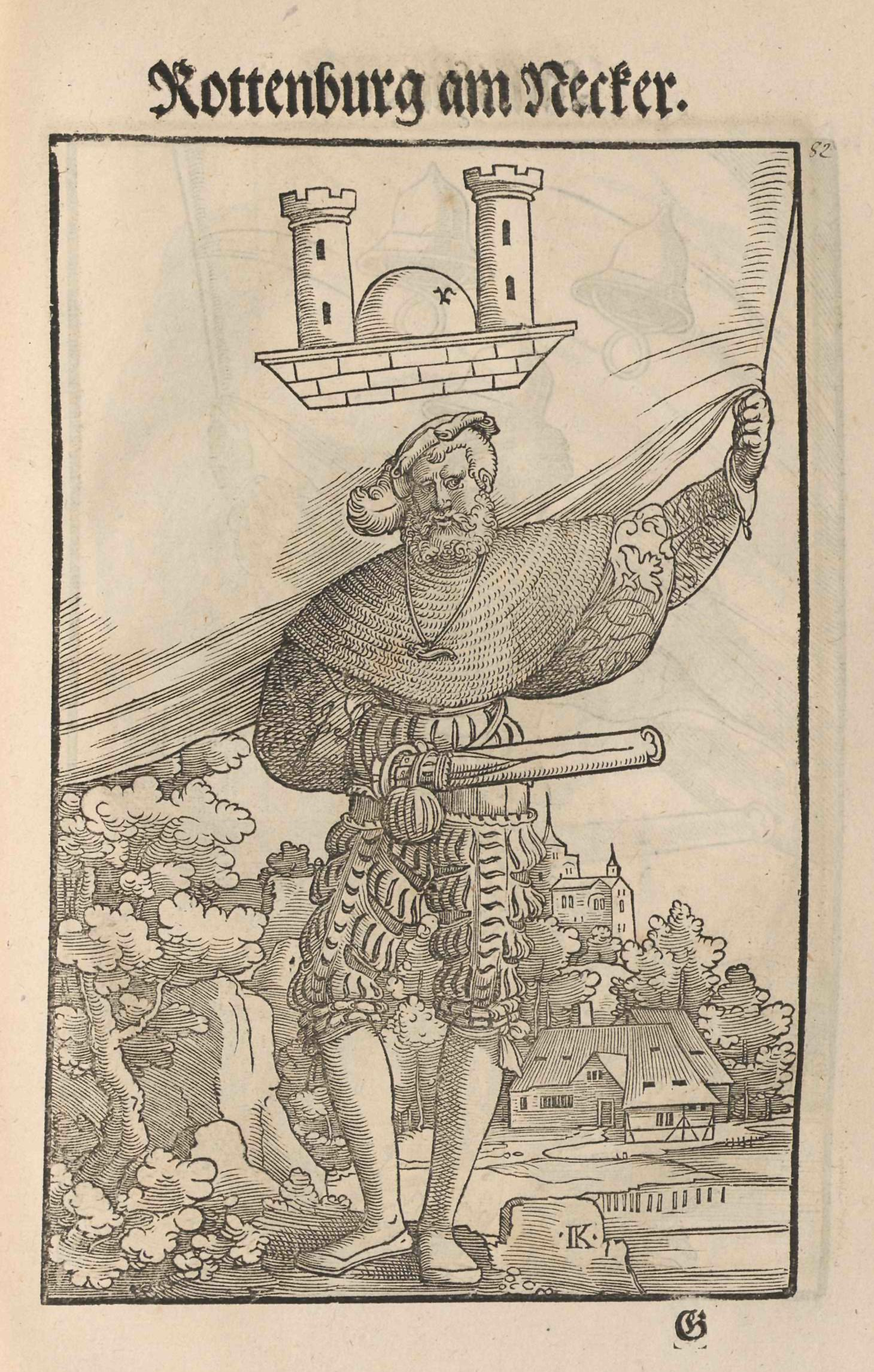
Jacob Koebel (oder Cyriacus Jacob), Holzschnitte: Jacob Kallenberg (1510–1565)

Zur Zeit der Erzherzogin Mechthild (1455–1481)in Rottenburg – bei unklarem Gründungsdatum – existierte in Rottenburg eine Büchsenschützengesellschaft, die den sogenannten „Nussert“ an der Stelle der heutigen Königstr. 70 als eigenes Gebäude hatte; diese Gesellschaft endete im zweiten Viertel des 17. Jahrhunderts.
Auch die älteste erhaltene Stadtverfassung Rottenburgs von 1464 spricht die militärischen Verpflichtungen der Bürger an.
Die Landesordnung zwischen der Herrschaft Hohenberg und der Regierung in Innsbruck (1541) behandelte auch das Thema Musterung der Untertanen für eventuelle Kriegszüge.
Bau des Schützenhauses der Büchsenschützen (1582)auf dem Unteren Wert (zwischen Schlachthaus und Stauwehr); das Gebäude hatte wohl einen Vorgänger.
Sowohl eine Erneuerung des so genannten Roggenalmosens (1605, 1608) als auch der Chronist Lutz von Lutzenhardt erwähnten den Neubau eines Zeughauses der Stadt, das wohl in der Nähe des heutigen Eugen-Bolz-Platzes stand und beim ersten Stadtbrand 1644 zerstört wurde.
Aus dem Jahr 1615 ist ein Musterungsregister der Grafschaft Hohenberg erhalten (heute im Hauptstaatsarchiv Stuttgart befindlich), welches die Wehrfähigen detailliert in vier Bänden erfasste.
Die Vogtgerichtsordnung der Stadt Rottenburg von 1616 ging vom Prinzip einer allgemeinen Wehrpflicht der Bürger aus, ebenso wie eine frühere „Policey-Ordnung“ von 1608.
Im Dreißigjährigen Krieg (1618–1648) wurde Rottenburg mehrfach belagert, besetzt und geplündert. 1644 zerstörte der erste große Stadtbrand große Teile der Stadt. Das hohenbergische Milizwesen trat dabei kaum in Erscheinung. Nach dem Chaos des Dreißigjährigen Kriegs 1651/1652 organisiert Österreich die Milizen neu, damit auch die in Rottenburg, die 1652 erstmals „Bürgerwehr“ genannt wird. Immer mehr verwendete die Stadt (ab etwa 1680) ihre Bürgerwehr auch für repräsentative Zwecke wie Feste und große Anlässe wie durchziehende Adelsgesellschaften und Besuche hoher Herrschaften. Am Ende des 18. Jahrhunderts existierte ein Musikzug der Bürgerwehr, das genaue Entstehungsjahr ist aber unbekannt.
Junge Bürger gründeten 1795 eine „neue Garde“, um sich von der alten abzusetzen; der Magistrat genehmigte dies und beschloss die Auflösung der alten Garde.
Im Zuge der Koalitionskriege gegen Frankreich rief am 14. Februar 1800 der „Vorderösterreichische Landes-Chef“ Freiherr von Summeraw seine Untertanen zur Verteidigung des Landes auf – also dem Dienst in der Miliz. Die Einberufenen gingen vermutlich nach der Niederlage gegen Frankreich 1805 wieder nach Hause, genauere Schilderungen fehlen aber.

### Seit 1806
Mit dem Ende Vorderösterreichs durch den Pressburger Frieden gelangte 1805 auch das Rottenburger Schützenwesen zunächst an einen Endpunkt. Die Wege der Schützen (die zu Sportschützen wurden) und die der Gardisten (die nun nur noch repräsentative Aufgaben erfüllten) trennten sich endgültig. Rottenburg fiel an das Königreich Württemberg, die beiden Kanonen der Bürgerwehr wurden 1809 nach Ludwigsburg ins Zeughaus gebracht.
Im Vormärz stabilisierte sich die Rottenburger Bürgerwehr u. a. durch ihren Kommandanten Florian Gerbert wieder. Einen großen Auftritt für die Bürgerwehr bildete 1828 die Inthronisation des ersten Rottenburger Bischofs Johann Baptist von Keller. Im selben Jahr trat die erste Satzung der Bürgerwache in Kraft. 1841 erhielt die Bürgerwehr neue Kanonen. In der Revolution von 1848 wurde der Konflikt zwischen konservativen und republikanisch gesinnten Kräften auch innerhalb der Bürgerwehr ausgetragen. Am 3. Oktober 1848 wurde die Bürgerwehr vom Gemeinderat als unzulässig aufgelöst.
1857 entstand die Bürgerwehr als Stadtgarde für repräsentative Zwecke und als Hilfspolizei in Brandfällen neu. 1861 wurde erstmals eine Protokollbuch angelegt, das auch einen Entwurf von Statuten enthielt. 1875 wurden neue Uniformen angeschafft, diese noch heute getragenen Uniformen entsprachen denen des Württembergischen Grenadierregiments 119 „Königin Olga“. 1876 erhielt die Bürgerwache eine neue Fahne, 1896 wurde ein Spielmannszug ins Leben gerufen.
Die Bürgerwache Rottenburg feierte am 28./29. Juni 1914 ihr 600-jähriges Jubiläum mit Zapfenstreich, Festbankett und einem Aufmarsch auswärtiger Bürgerwehren, auch König Wilhelm II. von Württemberg beehrte das Fest mit seiner Anwesenheit.
Am 26. April 1931 veranstaltete die Kapelle der Bürgergarde ein Konzert in der Festhalle mit Kapellmeister Stefan Uttenweiler. Unter dem Pseudonym Sebastian Blau widmete Josef Eberle (* 8. September 1901 in Rottenburg - gestorben am 20. September 1986 in Samedan) der Bürgerwache Rottenburg das Gedicht „D´ Bürgerwach“. An dem Wochenende vom 10./12. Juni 1939 feierte die Bürgerwache Rottenburg ihr 625-jähriges Jubiläum, es kamen zahlreiche auswärtige Wehren als Gäste sowie Tausende von Zuschauern. Die seit dem Vorjahr offiziell so genannte „Bürgerwache Rottenburg“ feierte am 13. Juli 1947 ihren Jahrtag. Bei der Hauptversammlung am 19. November 1952 beklagte man vor allem das Fehlen von Nachwuchs.
Leutnant Keßler wurde bei der Jahreshauptversammlung am 30. November zum neuen Oberleutnant gewählt. Die Bürgerwache beteiligte sich am 18./19. Mai 1957 beim Landestreffen der badisch-hessischen Bürgerwehren in Zell am Harmersbach. Bei einer abendlichen Weihestunde am 4. Juni 1958 wurde die neue Fahne der Bürgerwache geweiht, es segnete sie Domkapitular Dr. Hufnagel.
Die 650-Jahr-Feier wurde im Beisein von Bischof Carl Joseph Leiprecht, Ministerpräsident Kurt Georg Kiesinger und Herzog Philipp von Württemberg am 18./19. Juli 1964 gefeiert. Über 2000 Gardisten kamen zum Landestreffen der historischen Wehren mit Festzug.
Im November 1969 eröffnete die Bürgerwache ihr neues Vereinsheim/Bürgerwachheim („Haus der Bürgerwache“) in der Nähe des Schlachthofes. Das ehemalige Schützenhaus in der Tübinger Straße 33 wurde in den 1970er Jahren abgerissen.
Das Landestreffen 2014, verbunden mit dem 700-jährigen Jubiläum der Bürgerwache Rottenburg, hatte wiederum rund 2000 Gardisten in Rottenburg zu Gast.

## Uniform

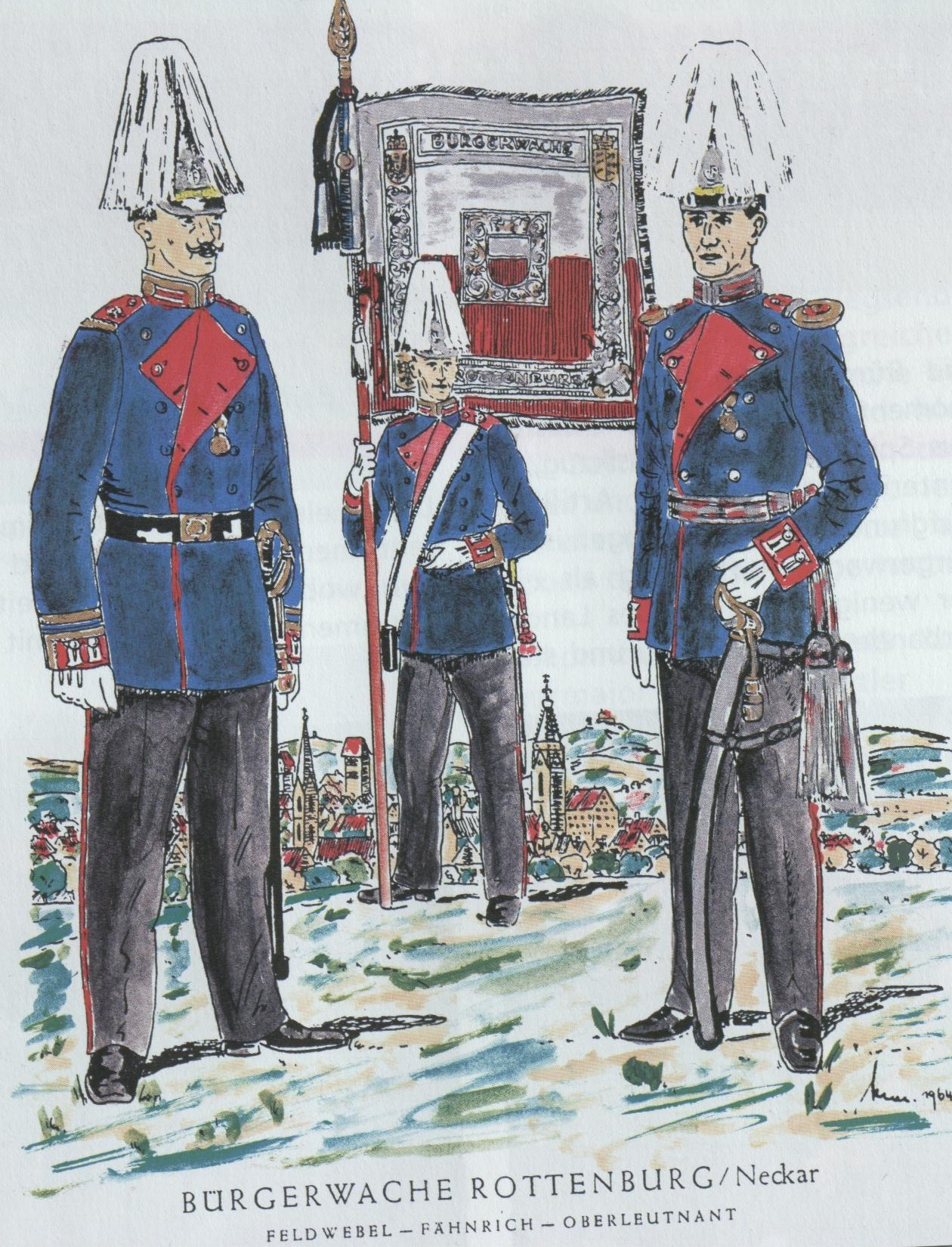
Uniform der Bürgerwache Rottenburg

Seit der Neuuniformierung im Jahr 1875 tragen die Kameraden der Bürgerwache die Uniform des damals in Stuttgart stationierten Grenadierregiments Königin Olga Nr. 119.
Die Uniform besteht aus einem dunkelblauen Waffenrock mit zur Parade aufgeklapptem roten „Latz“ (bei Dienstuniform wird dieser geschlossen) und einer Tuchhose mit roten Biesen. Kragen, Ärmelaufschläge und die mit einer Krone gezierten Schulterklappen des Waffenrockes sind rot, bei der Artillerieabteilung schwarz; die Schulterklappen der Artillerie tragen außer der Krone noch eine zerplatzende Granate. Um den Leib wird ein schwarzledernes Koppel getragen. Das messingfarbene Koppelschloss wird vom Wahlspruch „Furchtlos und trew“ geziert. Am Koppel wird das Seitengewehr und der Kartuschenkasten geführt. Zur Uniform gehört der Lederhelm mit württembergischem Beschlag. Zur Parade wird bei Spielleuten und Musikern roter und bei den Grenadieren und Kanonieren weißer Rosshaarbusch aufgesteckt. Zur Dienstuniform (getragen beim Zapfenstreich und beim Wecken) wir die Helmspitze, bei der Artillerie Helmkugel, getragen.
Die Offiziere tragen zur Parade auf der Schulter Epauletten mit Rangabzeichen und um den Leib eine silberne, mit den Württembergischen Farben schwarz und rot durchzogene Binde mit zwei langen Quasten, dazu als Seitengewehr den Degen oder Säbel. Zur Dienstuniform tragen Offiziere silberne Schulterstücke sowie teilweise eine blautuchene Schirmmütze.

## Abteilungen
- Kommandant Florian Gerbert (1815 ??)

### Kommandanten seit 1859
- Hptm. Josef Manz (1859–1868)
- Hptm. Karl Welker (1868–1889)
- Hptm. Paul Stemmler (1889–1904)
- Hptm. Adolf Wiedmaier (1904–1922)
- Hptm. Gustav Schnell (1922–1935)
- Hptm. Konrad Farger (1935–1949)
- Major Pius Vollmer (1949–1976)
- Major Walter Helber (1976–1992)
- Major Karl Hahn (1992–2002)
- Major Rudi Ulmer (2002–2017)
- Major Alexander Götz (2017–heute)

### Musikzug
Beim Musikzug, der von den Aktiven der Stadtkapelle Rottenburg gebildet wird, handelt es sich um ein komplettes Blasorchester mit allen dazugehörigen Registern.

### Spielmannszug
Der Spielmannszug besteht im Wesentlichen aus Trommlern und Pfeifern, wobei die Pfeifer als weiteres Instrument das Signalhorn mit sich führen.

### Infanterie
Die Infanterieabteilung besteht aus zwei Grenadierzügen. Sie ist mit historischen, einst vom Haus Württemberg geschenkten und mit Perkusionsschlössern umgerüsteten Vorderlader-Gewehren ausgerüstet, mit denen an Fronleichnam noch immer Salut geschossen wird.

### Artillerie
Die Gründung einer eigenen Artillerie-Abteilung geht auf das Jahr 1899 zurück. Die Artillerieabteilung bedient die historischen Geschütze St. Georg und St. Barbara, welche bei Festzügen von Pferdegespannen gezogen werden.

## Wichtige Ereignisse

### Das Jubiläum von 1914
Eine Feier – und kurz danach ein Weltkrieg

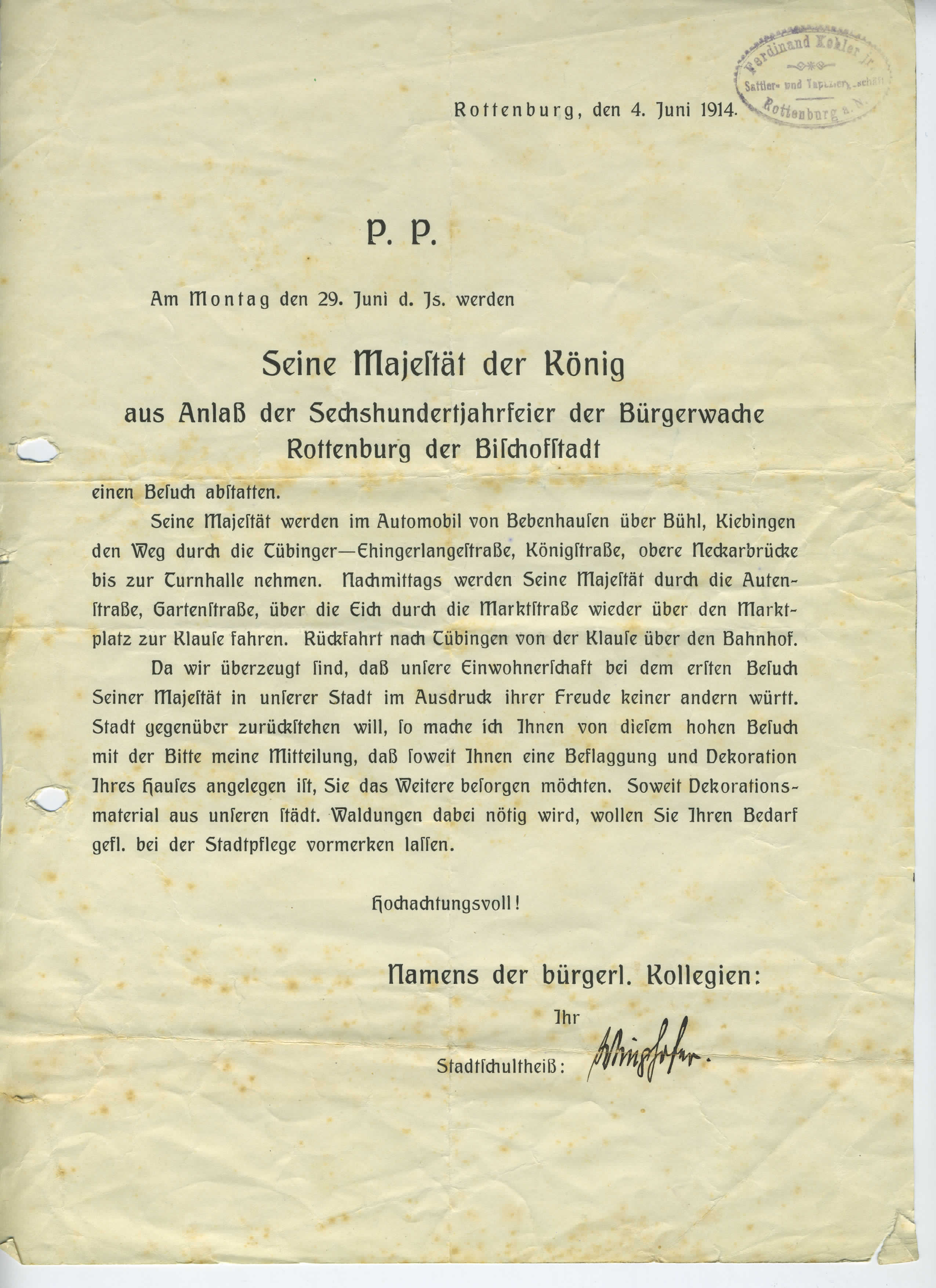
König Wilhelm kommt nach Rottenburg zum 600-jährigen Jubiläum der Bürgerwache Rottenburg am 29. Juni 1914

Die Stadt hatte sich mit Girlanden und Kränzen herausgeputzt, die gesamte Festdekoration erfolgte unter städtischer Leitung, aber die einzelnen Dekorationen wären nicht so üppig ausgefallen, wenn nicht der Besuch des Königs (Wilhelm) am 29. Juni zu erwarten gewesen wäre, dessen Eintreffen auf 13.30 Uhr festgesetzt worden war.
Am 28. Juni trafen von 13 Uhr an mit jedem Eisenbahnzug auswärtige Wehren und Garden ein; die Bürgerwache Rottenburg kam kaum nach die Wehren, mit in-die-Stadt-geleiten und wieder zum Bahnhof zurückzukehren, um die nächste Gruppe in Empfang zu nehmen.
Der erste Höhepunkt des Jubiläums wurde mit dem Festbankett am 28. Juni um 20.30 Uhr erreicht, Unter den Rednern sind u. a. zu nennen Stadtschultheiß Winghofer, Kommandant Wiedmaier, sowie der eigentliche Festredner des Abends, der Rottweiler Stadtarchivar Mack, der von 1907 bis 1910 Vikar in der Rottenburger St. Morizpfarrei gewesen war. Seine Rede, noch 1914 in Rottweil gedruckt, unbedeutend in ihren geschichtlichen Aussagen, glänzte durch dick aufgetragenes, aber durchaus zeitübliches vaterländisches Pathos, wie man es heute kaum noch ertragen kann.

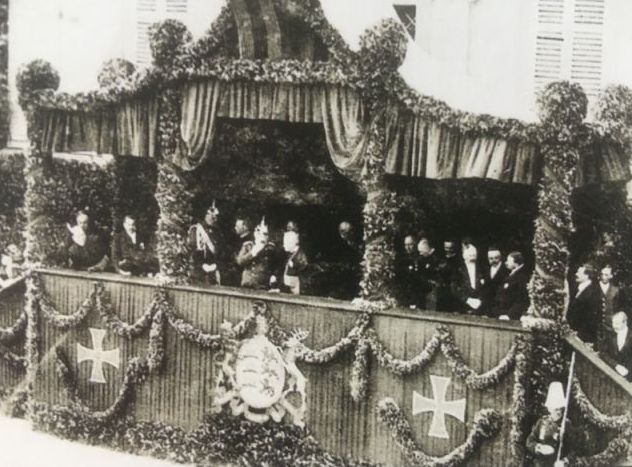
König Wilhelm II. und Bischof Dr. P.W. v. Keppler auf der Freitreppe des Bischöflichen Palais am 29. Juni 1914

Einen weiteren Höhepunkt des Festes hielt der Nachmittag am 29. Juni 1914 bereit. Um 13.30 Uhr fuhr der König mit dem Automobil in die Stadt ein, begleitet von zwei berittenen Polizisten und gefolgt von Tübinger und Stuttgarter Stadtgardisten zu Pferd. Zum Festzug, d. h. der Vorbeimarsch der Garden und Wehren an der Tribüne, die an der Freitreppe des Bischöflichen Palais errichtet worden war und auf der sich neben König Wilhelm und Bischof P.W. v. Keppler zahlreiche Ehrengäste eingefunden hatten, um das farbenprächtige Bild der vorbeidefilierenden Bürgerwehren zu sehen.
Die von weither gekommenen Garden, vor allem die aus Oberschwaben, mussten jedoch bald die Rückreise antreten, während der König sich mit dem Bischof ins Palais begab, wo er dann auch übernachtete, Nach dem Frühstück am 30. Juni, bei dem Bischof und König kurze Grußworte austauschten, unternahm der König eine Fahrt durch die Stadt, ließ sich die 1911 fertiggestellte Kopie des Marktbrunnens von Stadtschultheiß Winghofer erklären, besichtigte zum Abschluss des Besuchs die Gemäldeausstellung in der Klause und kehrte dann zurück nach Stuttgart.

### 1939 – 625-jähriges Jubiläum
Noch eine große Feier – und kurz danach noch ein Weltkrieg

### 1964 – 650-jähriges Jubiläum
Mehr als 2000 Gardisten in Uniform vieler Jahrhunderte, Musikanten. Trommler, Pfeifer, Ehrendamen und Marketenderinnen haben die weit geöffneten Tore der Stadt durchschritten und die Herzen der Rottenburger erobert. Sie waren gekommen aus württembergischen Städten, aus dem alten Vorderösterreich und aus Oberschwaben, aus Süd- und Nordbaden und aus Hessen. Am Morgen des 19. Juli 1964 wurde die Stadt und ihre Gäste von der Artillerie aufgeweckt, um dann um 9 Uhr einen gemeinsamen Festgottesdienst mit Bischof Dr. Carl Joseph Leiprecht zu feiern. Höhepunkt war am Sonntagnachmittag der kilometerlange Festzug durch die in der Hitze des Hochsommers glühenden Straßen der Bischofsstadt.

### 2010 – Benediktparade Rom

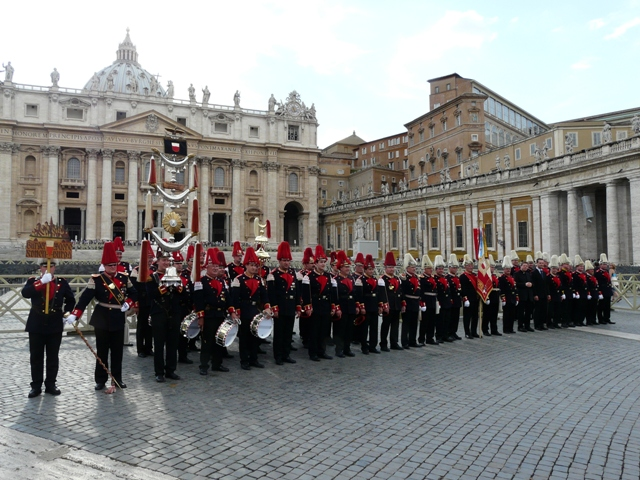
Vor dem Petersdom in Rom

Ein Höhepunkt des Jahresverlaufs war vom 19. bis 24. Mai die Fahrt nach Rom zur Benediktparade. Bekleidet wurde die Bürgerwache Rottenburg von Domkapitular Uwe Scharfenecker; Oberbürgermeister Stephan Neher stieß in Rom zu „seinen“ Rottenburgern. Auf dem Programm standen neben der Parade zu Ehren des Papstes Führungen in Assisi (auf der Hinfahrt) und in Rom, u. a. im Petersdom und in den Katakomben, eine Hl. Messe in St. Peter und Ständchen für Kardinal Dr. Walter Kasper, der auch Ehrenbürger der Stadt Rottenburg ist.

### 2014 – 700-Jahr-Feier
Das Jubiläum der Bürgerwache Rottenburg bot den Anlass, dort das diesjährige Landestreffen abzuhalten. Insgesamt 24 Garden und Wehren des Landesverbands haben daran teilgenommen. Die kameradschaftlichen Bindungen zum Landesverband Baden-Südhessen zeigten sich durch Mitwirkung der Bürgerwehren und Bürgermilizen aus Bretten, Gengenbach, Wolfach, Tiengen, Villingen, Freiburg, Hüfingen, Bensheim und Unterharmersbach.

### 2017 – Hörbranz (Vorarlberg)
Das Fronleichnamsfest richtig zu feiern weiß man in Hörbranz schon seit mehr als 250 Jahren, wenn Musik, Schützen und Artillerie am „Üserherrgottestag“ zur Ehre Gottes und zur Freude aller Teilnehmer und Besucher ausrücken.

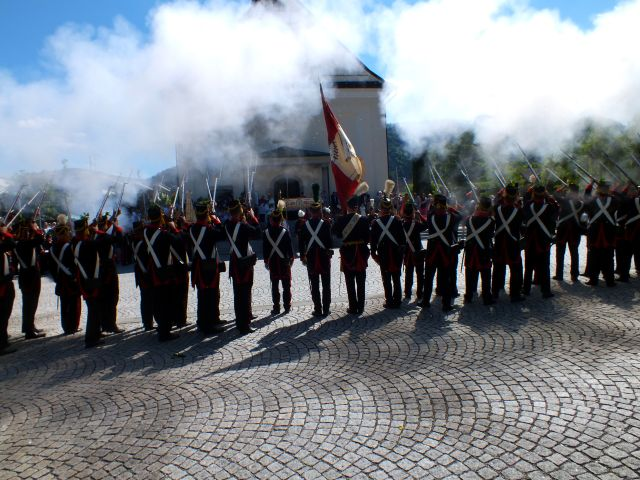
Salut der Fronleichnamsschützen Hörbranz

Am Samstagabend, 17. Juni, überraschte die Hörbranzer Kompanie die Bevölkerung mit dem „Großen Österreichischen Zapfenstreich“, der in Hörbranz 1979 letztmals gespielt wurde. Um 20 Uhr erfolgte der Aufmarsch auf dem Kirchplatz, wo im Anschluss daran der Zapfenstreich begann. „Aktiv mit dabei waren auch 95 Mann der Bürgerwache Rottenburg am Neckar, die auf eine mehr als 700-jährige Geschichte zurückblickt“. freute sich Ehrenhauptmann Erich Schupp. Zu den Gästen zählten auch Johannes Kreidler, Weihbischof von Rottenburg sowie Stephan Neher, der Oberbürgermeister der rund 43.000 Einwohner zählenden Stadt in Baden-Württemberg.
Die Bürgerwache Rottenburg ist mit den Fronleichnamsschützen Hörbranz freundschaftlich seit 2007 verbunden. Im Jahr 2014 war die komplette Kompanie mit Musik in Rottenburg bei ihrem Jubiläum zu Gast.

## Jahresablauf der Bürgerwache Rottenburg
Am Vorabend des Fronleichnamsfestes findet der „Große Zapfenstreich“ auf dem Marktplatz von Rottenburg statt.
Einzigartiger Höhepunkt im kirchlichen Festkalender der Bischofsstadt Rottenburg ist seit Jahrhunderten die Fronleichnamsprozession.
Der „Jahrtag der Bürgerwache“, bei dem der verstorbenen Mitglieder mit einer Messe gedacht wird, ist eine lange Tradition. In unregelmäßigen Abständen wird dieser Jahrtag mit einem „Tag der Bürgerwache“ begangen, zu dem auch Wehren und Garden von auswärts zur Pflege der Kameradschaft eingeladen werden.